# Facteur de terminaison
Un facteur de terminaison (ou Release Factor), souvent désigné par l'acronyme RF est une enzyme qui catalyse la réaction d'hydrolyse de la liaison ester entre le peptide néo-synthétisé et l'ARN de transfert. 
Il représente donc l'effecteur majeur de terminaison de la traduction en reconnaissant le codon-stop au niveau de l'ARN messager.
En effet, lorsque le ribosome arrive au niveau d'un codon stop, ce dernier interagit avec ces facteurs de terminaison ou RF (Release factor) au niveau du site A du ribosome. Ceci déclenche une cascade d'événements aboutissant l'hydrolyse de la liaison ester entre la protéine terminée et l'extrémité 3'-OH de l'ARNt fixé au dernier codon. 

## Rôle

### Procaryotes
Chez les bactéries, il existe trois facteurs de terminaison,, :
- RF1 reconnaît les codons stop UAA et UAG
- RF2 reconnaît les codons stop UAA et UGA
- RF3 agit comme un cofacteur en hydrolysant le GTP

Le facteur de terminaison RF se positionne au car il reconnaît le codon STOP. L'ARN de transfert n'est donc pas présenté car la traduction doit s'arrêter. RF3 se positionne alors au fond du site A du ribosome et catalyse l'hydrolyse d'un GTP, cette hydrolyse enclenche la dissociation du ribosome, ce qui va libérer la chaîne peptidique et les sous unités qui iront se réassembler sur un autre site d'initiation de la traduction.

### Eucaryotes
Chez les eucaryotes, leurs analogues sont désignés par l'acronyme eRF
- eRF1 qui reconnaît les trois codons stops UAA, UAG et UGA[6],[7]
- eRF3 qui, associé au GTP qu'il peut hydrolyser, joue le rôle d'activateur/répresseur.